# 哈利姆 (菜餚)
哈利姆是中东、中亚和印度次大陆流行的一种菜式，起源于阿拉伯地区，一般材料包括大米、小麦、大麦、肉类、扁豆和各种香料。小麦和大麦需在水中浸泡再煮至软烂，然后放入肉类，制作过程需要6-8小时。